# Абу Язид Бистами
Абу Язид Тайфур ибн Иса Бистами́, известен как Абу Язид Бистами́ (араб. أبو يزيد البسطامي‎; 804, Бастам — 16 апреля 846, Бастам) — известный персидский суфий, живший в IX веке (804—874).
Его дед был зороастрийцем из Персии. Баязид в течение длительного времени (около тридцати лет) изучал исламское богословие и суфизм. Всю жизнь он добросовестно исполнял религиозные обязанности.
Он советовал ученикам полностью предать себя Богу. 
Его учение состоит из пяти отличительных черт:
1. соблюдать предписания Корана и Сунны,
2. всегда говорить правду,
3. быть свободным от ненависти,
4. избегать запрещённой пищи,
5. сторониться нововведений[7].